# Samovozna artilerija
Samovozna artilerija je hibrid med klasično vlečno artilerijo in transportnim vozilom (npr. oklepni transporter)
Taka konfiguracija orožja je nastala zaradi potrebe visokomobilnega bojevanja bliskovite vojne, saj je lahko tako vozilo z artilerijskim orožjem sledilo tempu tankov, bojnih oklepnih vozil ,... in nudilo artilerijsko podporo v najkrajšem možnem času.